# Blossia falcifera
Espèce
Synonymes
- Blossia falcifera dolichognathus Hewitt, 1919
- Blossiola falcifera namibensis Lawrence, 1972
- Blossiola falcifera longicornis Lawrence, 1935
- Blossiola falcifera brachygnatha Lawrence, 1935

Blossia falcifera est une espèce de solifuges de la famille des Daesiidae.

## Distribution
Cette espèce se rencontre en Afrique du Sud, en Namibie et au Zimbabwe.

## Description
Le mâle mesure 10 mm et la femelle 13,5 mm.

## Liste des espèces
Selon Solifuges of the World (version 1.0) :
- Blossia falcifera brachygnatha (Lawrence, 1935)
- Blossia falcifera falcifera (Kraepelin, 1908)
- Blossia falcifera longicornis (Lawrence, 1935)
- Blossia falcifera namibensis (Lawrence, 1972)
- Blossia falcifera natalensis (Hewitt, 1934)
- Blossia falcifera omatjensis (Hewitt, 1934)
- Blossia falcifera quibensis (Hewitt, 1934)
- Blossia falcifera transvaalica (Lawrence, 1929)

## Publications originales
- Kraepelin, 1908 : Skorpione und Solifugen. Zoologische und anthropologische Ergebnisse e Forschungsreise in Sudafrika. Denkschriften der Medicinisch-naturwissenschaftlichen Gesellschaft zu Jena, vol. 13, p. 247-282 (texte intégral).
- Lawrence, 1929 : New South African Solifugae. Annals of the South African Museum, vol. 29, p. 153–179.
- Hewitt, 1934 :  On several solifuges, scorpions, and trap-door spiders from SW Africa. Annals of the Transvaal Museum, vol. 15, p. 401–412.
- Lawrence, 1935 : New South African Solifugae. Transactions of the Royal Society of South Africa, vol. 23, p. 71–90.
- Lawrence, 1972 : New psammophilous Solifugae, chiefly from desert regions of the Kalahari and South West Africa. Madoqua, sér. 22, vol. 1, p. 97-116.